# Danbury Mad Hatters
Die Danbury Mad Hatters waren eine US-amerikanische Eishockeymannschaft aus Danbury, Connecticut. Das Team spielte in der Saison 2008/09 in der Eastern Professional Hockey League. 

## Geschichte
Die Mannschaft wurde 2008 als Franchise der erstmals ausgetragenen Eastern Professional Hockey League gegründet. Sie füllten die Lücke, die die Danbury Trashers aus der International Hockey League nach ihrer Auflösung 2006 in der Stadt hinterlassen hatten. In ihrer einzigen Spielzeit belegten die Mad Hatters den dritten Platz der regulären Saison. Nachdem die Liga am Ende der Saison 2008/09 den Spielbetrieb einstellte, taten dies auch die Danbury Mad Hatters. Seit 2010 spielt mit den Danbury Whalers aus der Federal Hockey League wieder eine Profimannschaft in der Stadt.  

## Saisonstatistik
Abkürzungen: GP = Spiele, W = Siege, L = Niederlagen, T = Unentschieden, OTL = Niederlagen nach Overtime SOL = Niederlagen nach Shootout, Pts = Punkte, GF = Erzielte Tore, GA = Gegentore, PIM = Strafminuten
| Saison  | GP | W  | L  | T | OTL | SOL | Pts | GF  | GA  | Platz    | Playoffs |
| 2008/09 | 50 | 30 | 18 | — | 0   | 2   | 62  | 222 | 171 | 3., EPHL | —        |

## Team-Rekorde

### Karriererekorde
Spiele: 48  Dan Hickman,  Alex Redmond
Tore: 34  Erik Kent
Assists: 36  Erik Kent
Punkte: 70  Erik Kent
Strafminuten: 165  Hank Carisio